# تامامورا، گونما
تامامورا، گونما (به لاتین: Tamamura, Gunma) یک منطقهٔ مسکونی در ژاپن است که در استان گونما واقع شده‌است. تامامورا ۲۵٫۷۸ کیلومتر مربع مساحت و ۳۶٬۹۵۲ نفر جمعیت دارد.